# Il killer (miniserie televisiva)
Il killer è una miniserie televisiva, da un'idea di Cesare Zavattini, composta da tre puntate, che vennero trasmesse in prima visione dal Primo canale dal 17 aprile al 1º maggio 1969, ogni giovedì.

## Trama
| nº | Puntata       | Prima TV Italia |
| -- | ------------- | --------------- |
| 1  | Prima parte   | 17 aprile 1969  |
| 2  | Seconda parte | 24 aprile 1969  |
| 3  | Terza parte   | 1º maggio 1969  |

### Prima parte
I coniugi Vizzini, famiglia di imprenditori siciliani, possiedono una media industria di gelati. Avidi di denaro fino all'ossessione, cercano con tutti i mezzi, leciti e illeciti, di aumentare le proprie entrate. Inclini a guadagnare sempre di più, a scapito della qualità, offrono ai clienti un prodotto indegno, nocivo alla salute, contenuto in coppette sempre più piccole.
Dotati di un appartamento immenso, dove lo sfoggio del lusso e cattivo gusto si intrecciano, i Vizzini comprano opere d'arte, pensando quindi ad un rialzo delle quotazioni in previsione della loro vendita dopo la morte degli autori. Barelli, altro industriale fabbricante di gelati, cialtrone, scansafatiche, rovinato dalla relazione con un'avvenente bionda, indebitato fino al collo, vende sottocosto. I Vizzini si vedono rovinati e meditano l'eliminazione fisica del commerciante rivale.